# Sanctuar (Star Trek: Deep Space Nine)
„Sanctuar” este cel de-al 30-lea episod din serialul american de televiziune științifico-fantastic Star Trek: Deep Space Nine. Este al zecelea episod al celui de-al doilea sezon.
Plasat în secolul al XXIV-lea, serialul urmărește aventurile de pe Deep Space Nine, o stație spațială situată în apropierea unei găuri de vierme stabile între cadranele Alfa și Gamma ale galaxiei Calea Lactee, în apropierea planetei Bajor. În acest episod, refugiați extratereștri din Cuadrantul Gamma încearcă să revendice Bajor ca fiind casa lor.

## Prezentare
O navă avariată trece prin gaura de vierme, iar pasagerii ei, o femeie și trei bărbați, sunt transportați la bordul Deep Space Nine. Traducătorul universal nu reușește să le traducă limba timp de câteva minute, dar aceștia par să aibă încredere în maiorul Kira, care îi escortează pe stație până când reușesc să comunice.
Femeia, Haneek, explică faptul că poporul ei, Skrreeanii, a fost cucerit de o specie numită T-Rogoran, care la rândul lor au fost cuceriți de un imperiu cunoscut sub numele de Dominion. Comandantul Sisko promite să o ajute pe Haneek și pe poporul ei să găsească o nouă patrie, iar când mai multe nave skrreeane trec prin gaura de vierme, sunt primite cu căldură. Kira și Haneek devin prietene.
Pe măsură ce tot mai mulți skrreeani ajung pe stație, unii rezidenți, inclusiv Quark, încep să le resimtă prezența; nepotul lui Quark, Nog, îi face o farsă beligerantului fiu al lui Haneek, Tumak, iar acesta ripostează prin violență. Situația se deteriorează într-o încăierare violentă între Nog și grupul de prieteni ai lui Tumak. Haneek începe să se teamă că nu va găsi Kentanna, legendara lume natală a Skrreeanilor, căutată de mult timp. Cu toate acestea, liderii skrreeani decid că Bajor este Kentanna pe care o caută. Sisko sugerează o planetă din apropiere, Draylon II, ca o alternativă rezonabilă, dar skrreeanii sunt inflexibili în decizia lor. Ei se întâlnesc cu reprezentanții guvernului bajoran, care refuză să le permită să se mute acolo; o foamete se răspândește, iar guvernul bajoran nu crede că poate susține populația skrreeană.
Tumak ia una dintre navele skrreeane și se îndreaptă spre Bajor. La cererea lui Sisko, Haneek încearcă să-l convingă să dezactiveze motoarele, deoarece nava are o scurgere periculoasă de radiații, dar Tumak ignoră rugămințile mamei sale. Două nave bajorane se apropie de el pentru a-l tracta în siguranță, dar Tumak refuză să își oprească motoarele. Urmează un schimb de focuri, care duce la distrugerea navei lui Tumak din cauza scurgerii de radiații.
Guvernul bajoran își menține decizia de a refuza azilul, așa că skrreeanii nu au altă soluție decât să se mute pe Draylon II. Rănită de moartea fiului ei și supărată pe bajorani, ultimele cuvinte ale lui Haneek către Kira sunt amare. Îi amintește Kirei că skrreeanii erau fermieri și că ar fi putut ajuta Bajorul să depășească foametea. Haneek pleacă cu oamenii ei, lăsând-o pe Kira rușinată, contemplând cuvintele lui Haneek.